# La Bataille d'El Alamein (film)
Pour les articles homonymes, voir Bataille d'El-Alamein.
Pour plus de détails, voir Fiche technique et Distribution.
La Bataille d'El Alamein est un film italo-français réalisé par Giorgio Ferroni en 1969. Le film repose sur l'histoire méconnue des troupes italiennes lors de la seconde bataille d'El Alamein, qui vit la destruction d'une grande partie d'entre elles au bénéfice de leurs alliés de l'Afrikakorps.

## Synopsis
Au point culminant de son avance en Égypte en 1942, l'armée italienne approche d'El Alamein, où les Britanniques se défendent de pied ferme. Privées d'essence, les forces de l'Axe sont bientôt contraintes à la défensive. Le lieutenant italien Giorgio Borri, un patriote idéaliste qui croit encore en la victoire, est affecté à la division parachutiste Folgore (La Foudre). Son unité est envoyée dans le désert pour y tenir des tranchées et attendre l'inéluctable contre-offensive anglaise.
Il y retrouve par hasard son frère, le sous-officier des bersagliers Claudio Borri, qui l'exhorte à être prudent. C'est compter sans l'ardeur du jeune lieutenant, qui n'hésite pas à se lancer dans la capture d'un officier général anglais, qui parvient à s'évader peu après avoir été capturé, qui se lance à l'attaque des chars ennemis (...), le film montre également les différentes stratégies mises au point par les généraux des deux camps, dont Erwin Rommel et Bernard Montgomery.
Finalement encerclées et malgré leur bravoure, les troupes italiennes sont délogées par une puissante offensive mécanisée britannique. Le courage des combattants italiens ira jusqu'à surprendre les officiers anglais, qui leur accorderont les honneurs de la guerre...

## Fiche technique
- Réalisateur : Giorgio Ferroni
- Scénaristes : Remigio Del Grosso, Ernesto Gastaldi
- Producteurs : Mino Loy, Luciano Martino
- Musique : Carlo Rustichelli
- Image : Sergio D'Offizi
- Photographie : Sergio d'Offizi
- Montage : Eugenio Alabiso
- Costumes : Emilio D'Andria
- Effets spéciaux : Cataldo Galliano
- Sociétés de production : Zenith Cinematografia
- Société(s) de distribution : Société Nouvelle des Acacias
- Pays de production :  Italie,  France
- Langue : italien
- Format :  Technicolor  - 2,35:1 -  35 mm - son  Mono
- Durée : 96 minutes
- Dates de sortie :
  - France : 21 mai 1969
  - Italie : 23 janvier 1969

## Distribution
- Frederick Stafford (VF : Jean-Claude Michel) : Lieutenant Giorgio Borri
- Enrico Maria Salerno (VF : William Sabatier) : Adjudant (Maresciallo) Claudio Borri
- George Hilton : Lieutenant Graham
- Robert Hossein (VF : Lui-même) : Maréchal Erwin Rommel
- Michael Rennie : Général Bernard Montgomery
- Marco Guglielmi : Capitaine allemand
- Ettore Manni : Capitaine italien
- Sal Borgese (VF : Jacques Dynam) : Kapow
- Gérard Herter (VF : Edmond Bernard) : Général Schwartz
- Renato Romano : Officier britannique
- Luciano Catenacci : Sergent O'Hara
- Giuseppe Addobbati (VF : Jean Clarieux) : Général Stumme
- Tom Felleghy (VF : Robert Le Béal) : Général von Thoma
- Andrea Fantasia (VF : Henri Poirier) : Médecin militaire allemand
- Ira von Fürstenberg : Marta
- Nello Pazzafini (VF : Claude Bertrand) : le sergent italien
- Manlio Busoni (VF : Pierre Gay) : le commandant britannique sous les ordres du lieutenant Graham
- Massimo Righi
- Giulio Donnini

## Autour du film
Les forces mécanisées britanniques visibles dans le film comprennent une majorité de transports de troupes blindés M113 qui ne correspondent à rien de ce qui existait en 1942.
On remarquera aussi des chars M24 figurant les chars allemands ou britanniques, un char italien authentique M13/40 et un canon automoteur Semovente.
Le comédien Michael Rennie mesure 1,92 m, le général Bernard Montgomery, 1,67 m, légère erreur de casting ? Ce qui ne retire rien au talent de Michael Rennie.